# Nemzeti Emlékezet Múzeuma
A Nemzeti Emlékezet Múzeuma, korábban Kegyeleti Múzeum – Temetkezési és Kegyeleti Szakgyűjtemény Magyarország egyetlen kifejezetten temetkezéstörténettel foglalkozó, néprajzi jellegű múzeuma.

## Helyszíne
A Kegyeleti Múzeum Budapest legrégebbi, 1849 óta működő temetőjében, a Fiumei úti sírkertben található (1086 Budapest, Fiumei út 16-18.).

## Feladata
„A Nemzeti Emlékezet Múzeuma néprajzi gyűjteményével a hagyományos-, a városokra jellemző gyászrelikviáival pedig a polgári temetkezést és gyászszokásokat kívánja bemutatni. A kultúrtörténet sajátos szegmensét illusztráló kiállításai mellett a múzeum rendszeresen teret ad különböző kortársművészeti megnyilvánulásoknak és gondolatébresztő programoknak is.”

## Története
A múzeumot 1991-ben hozta létre Ladányi Jenő, a Budapesti Temetkezési Intézet Rt. igazgatója Xantus Zoltán néprajztudóssal együttműködve azzal a céllal, hogy a még megtalálható temetkezéstörténeti kisebb emlékeket összegyűjtse, elsősorban Budapesten és környékén. A tárgygyűjtésben közreműködtek az intézet dolgozói is. A múzeum gyűjtőterülete 1993-ig Budapest és környékére vonatkozott, 1995-től teljes Magyarországra, később a Kárpát-medencére terjesztették ki.
A kiállítótérben a pompatemetésekről látható installáció a sírkertben kiállított Apponyi-gyászhintóhoz kapcsolódó tartalommal, illetve megtekinthető a Major Kamill grafikus, festőművész alkotásaiból nyílt időszaki kiállítás. Magyarország egyetlen temetkezési és kegyeleti gyűjteményének állandó kiállításának első 25 évéről rövidfilm a kiállítótérben folyamatosan látható.
A múzeumot a 2010-es években a temetővel együtt a Budapesti Temetkezési Intézettől átvette a Nemzeti Örökség Intézete. Utóbbi elnöke, Radnainé Fogarasi Katalin közreműködésével a Kegyeleti Múzeum neve is megváltozott, Nemzeti Emlékezet Múzeumára. A fejlesztésekről a következőt nyilatkozta:
„Amikor először jártam a múzeumban Boross Péterrel, a Nemzeti Emlékhely és Kegyeleti Bizottságának elnökével, azt láttuk, hogy a kiállításon számtalan koporsó volt, még a levegőből is lelógattak egyet. Egymásra néztünk, s tudtuk, ez nem jó irány, egy ilyen kiállításra mi biztosan nem vinnénk el a gyermekeinket. Márpedig az a cél, hogy az emlékezetkultúrának a gyerekek is legyenek részesei. Azóta a múzeum falai nem komorak, hanem világosak, egyáltalán nem nyomasztó a hangulata az épületnek, és a fiatalok számára is érdekes programokat állítunk össze.”
A múzeum gyűjteménye őriz többek között gyászruhákat, díszes szertartási hintókat, jeles magyar színészek (Somlay Artúr, Csortos Gyula és mások) halotti maszkját, muzeális koporsókat, szarkofágokat, színpompás temetési menetekről készült fotográfiákat, a gyászszertartásokhoz kapcsolódó egyéb díszes kellékeket.

## Kiállításai
Állandó kiállítása:
- Ég és föld között – A búcsútól az emlékezetig

A múzeum gyakran szervez temetkezéstörténethez kapcsolódó időszaki kiállításokat is.
A múzeum épülete melletti (állandó) szabadtéri műtárgybemutató:
- Az Apponyi-hintó. 2017-ben kiállított, 20. század első felében használt nagy méretű gyászhintó[9][10][11]

A Kegyeleti Múzeum öt kiállítóhellyel és egy dokumentációs részleggel működik.

## Egyéb irodalom
- Az Apponyi-hintó. NÖRI-füzetek 1., Nemzeti Örökség Intézete, Budapest,  é. n. [2010-es évek]
- Kegyeleti múzeum (Piety museum), a Kegyeleti Múzeum Kiadása, Budapest, é. n. [1990-es évek][1]

## Egyéb külső hivatkozások
- Az Apponyi-hintó restaurálása – Youtube.com, Közzététel: 2017
- Kossuth Lajos utolsó útja – Youtube.com, Közzététel: 2020. nov. 17. – A Nemzeti Emlékezet Múzeuma Élő történelem – másképp pályázatra készített kisfilmje, amely Kossuth Lajos temetésére való felkészülést és a temetés eseményeit meséli el.